# つげ忠男
つげ 忠男（つげ ただお、男性、1941年7月2日 - ）は、日本の漫画家。本名：柘植 忠男。『ガロ』を中心に作品を発表。つげ義春は兄。

## 来歴

### 幼少期

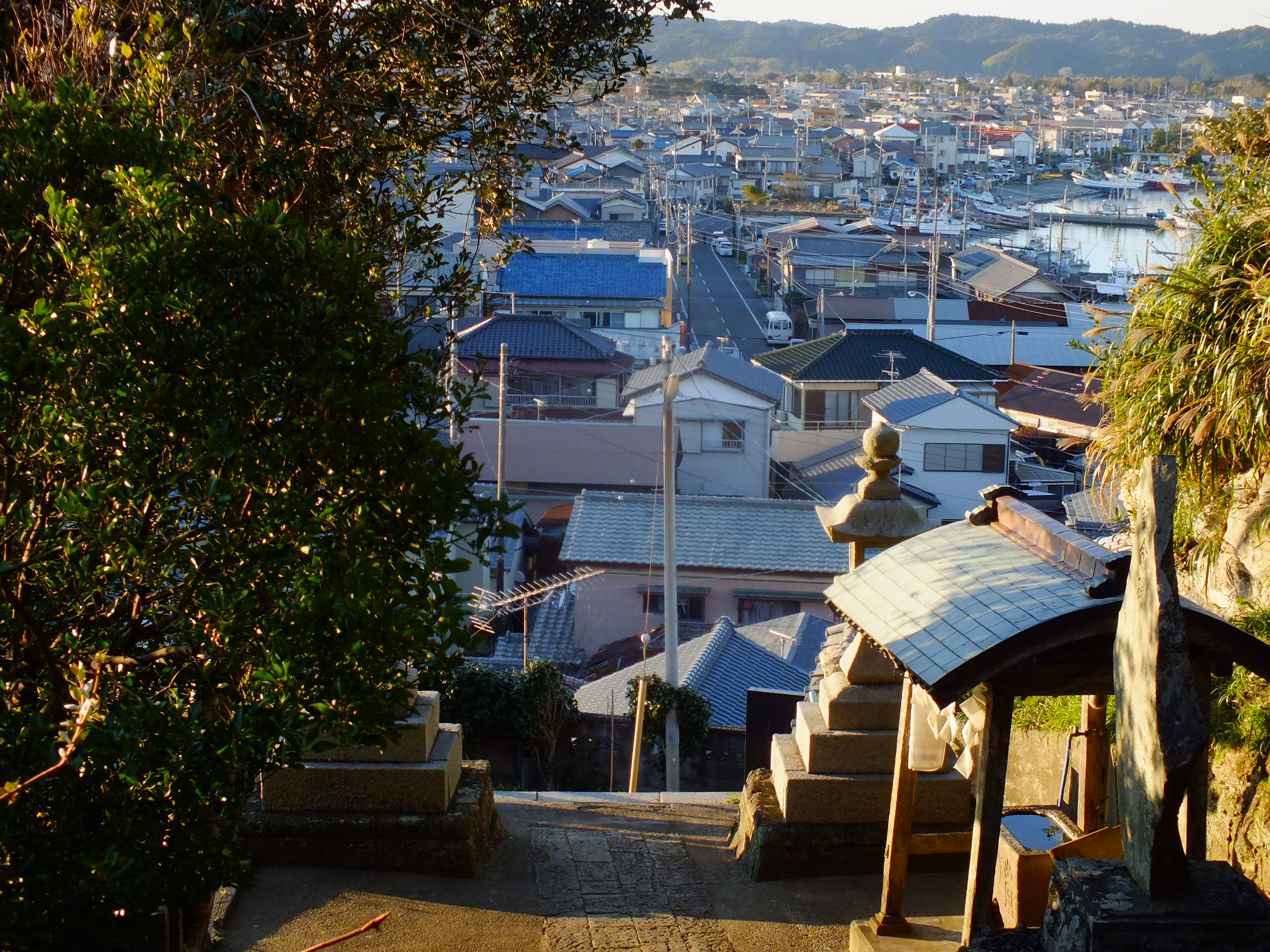
つげ忠男が幼少期を過ごした千葉県大原町

東京都大島町生まれ、千葉県大原町（現在のいすみ市）育ち。幼少期の大半（6歳～15、16歳）を葛飾区立石町で過ごす。小学校4年生ころからは大人の知恵を身に着け、見様見真似ながら物事を自分で判断し行動するようになる。物不足は深刻で、常に空腹を抱えてはいたがよく遊ぶ少年で、学校から帰宅するなり一目散に屋外へ出た。
病弱で労働もできずに家にいた癇癪持ちの義父と、血の気の多い母、漁師上がりで荒くれ者の母の義父が一つ屋根の下で反目し合いながら暮らしており、忠男は訳も分からずにいきなり殴られる場所であったため、外出は逃亡であった。唯一かばってくれる2人の兄（次兄がつげ義春）はろくに中学校も出ないままに働きに出ていたため昼間はいなかった。周辺は京成電鉄の線路で南北に二分され、北側は赤線街で、南側はベニヤ張りのマーケットを中心とした商店街を形成し、その周囲には軒の低い長屋が密集し、路地が無数に走っていた。そこが子供たちの社交場になっていた。そこで暗くなるまで兄の帰りを待っていた。
中学3年のころには、同じ学校のやや不良がかったグループと付き合うようになり、毎晩のように彼らと町や路地裏をほっつき歩くようになる。しかし、喧嘩や鉄屑を盗むような悪事には参加させてもらったものの、少し厄介な企てなどの際は外された。理由は、忠男に漫画の才能があることを彼らが認めており、特別視されていたためである。あいつは将来漫画家になるぞと、だれもが信じていた。

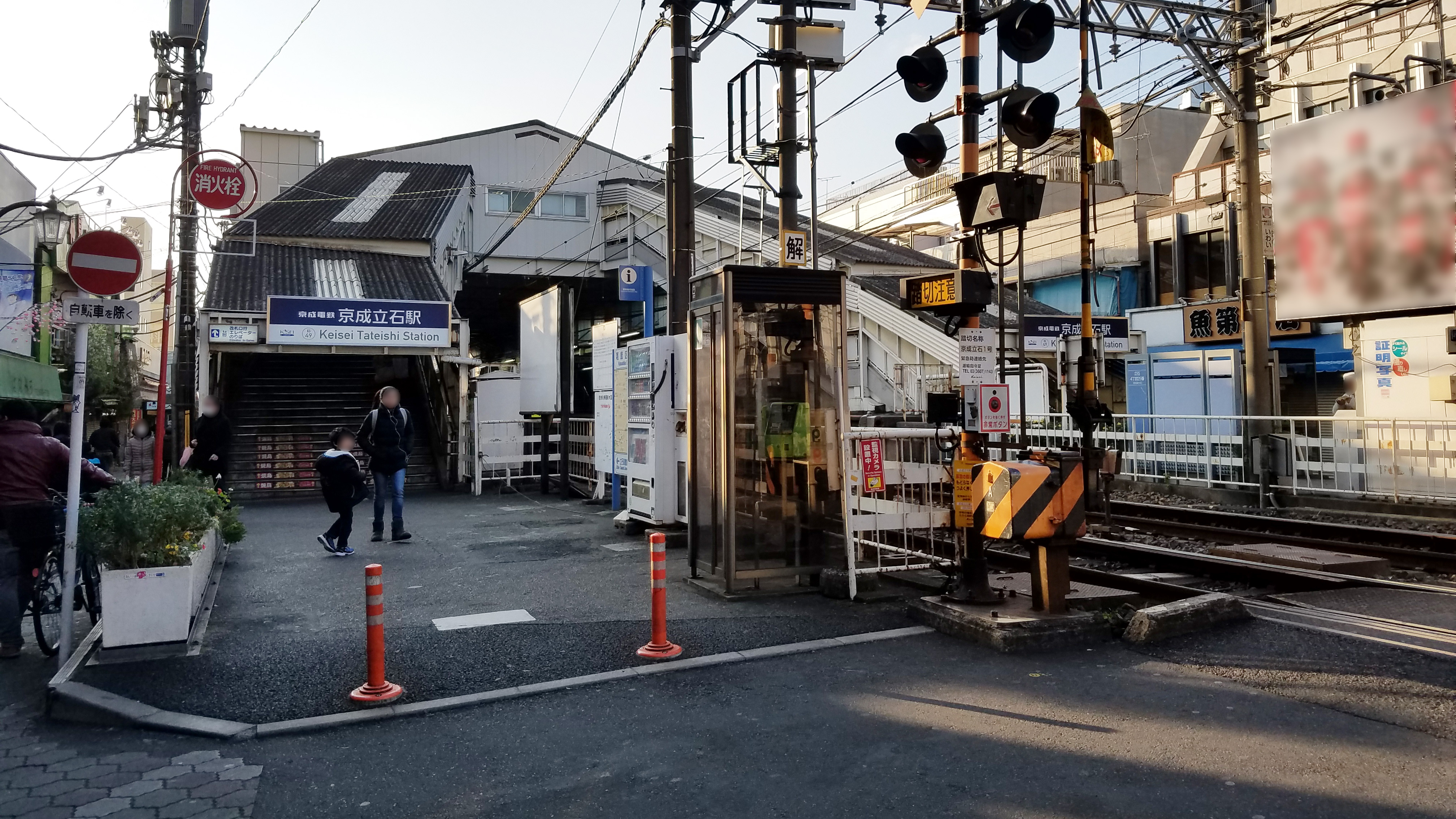
6歳～15、16歳を葛飾区立石町で過ごす。立石駅（2017年1月4日撮影）。

### 就職
中学校を卒業した後、自宅から徒歩で10分ほどの葛飾の製薬工場に就職。製薬会社は名ばかりで、実際は血液を売買する血液銀行であった。同工場で製造される血液製剤用の採血の補助係となった。
仕事の内容は使用済み採血器具の洗浄と再生で、水を張ったブリキのバット内で採血室から回収された採血セットをばらし、針、ゴム管にブラシや水を通し洗浄するため血まみれになった。排水は屋外のどぶへ垂れ流しのため、泥さらいをこまめにしないとヘドロとなりひどい悪臭を放つため、雑役係がこまめに泥さらいをしていた。しかし、廃棄血の処理は夜勤者が人目につかぬよう、夜中に水で薄めながらどぶに廃棄していた。血液銀行には平均1日600-800人、多い日は1000人ほどの売血者があり、仕事にあぶれた日雇い労働者、身障者、与太、無頼漢など様々な人種にあふれていた。この経験は、後の作品でもたびたび描かれている。
なお、現役社員がOBの有名人として紹介しようとしたが、削除されたという話がある。（現・日本製薬株式会社）

### 漫画家として
兄・つげ義春の影響で漫画を描き始め（以前から兄の手伝いはしていた）、1958年、セントラル出版社の貸本誌『街』第9回新人コンクールで『自殺しに来た男』が入選（同着の入選に荒木伸吾、佳作に石井いさみがいた）。1959年の『回転拳銃』で実質的な貸本漫画家デビューを果たし、三洋社などで多数の貸本漫画を発表したが、その後、約8年間の沈黙の時期を迎える。
1968年、三洋社の後進である青林堂『ガロ』12月号で『丘の上でヴィンセント・ファン・ゴッホは』を発表。劇画家として再起する。以後四年間、ほぼ毎月『ガロ』に作品を発表。1975年に発表した『無頼平野』は、1995年に石井輝男監督（後に兄・義春の作品も映画化している）の手で映画化された。
北冬書房『夜行』には1972年の創刊時から執筆。1977年からは千葉県流山市の江戸川台東口駅前商店街でジーンズショップ「ジョーカー」を経営し、1980年代に『COMICばく』に執筆した後は断続的にイラスト、エッセーなどを発表していた。評論も多く、『夜行』12号および『幻燈』2、3号では特集が組まれている。
長男に「ジョーカー」の経営を譲った近年はジーオーティーのwebコミック媒体「COMIC MeDu」で『昭和まぼろし 忘れがたきヤツたち』を不定期連載するなど、80歳を越え、再び精力的に作品を発表している。

## 人物
- 釣り好き（特にヘラブナ釣り）として知られ、月刊のヘラブナ釣り専門雑誌[注釈 1]にエッセイを連載し、『釣りに行く日』などのエッセイや『COMIC釣りつり』で長編漫画『舟に棲む』を発表している。
- 田端義夫のファンであるが、若い頃はプレスリーに影響を受け、バンドを組んだこともある。
- 歌手の森田童子は、つげ忠男の大ファンであり、単行本についてコメントを残した事もある[2]。

## 兄・つげ義春について
2017年10月31日発行の「アックス」vol.119（特集つげ義春生誕80周年）誌上では、「兄についてはよく知らない」とコメントしている。
兄・義春は、早くに家を出ていたため、時々会う程度であった。記憶の中に兄は「点」としてあるのみで、「線」としての痕跡など語れるほどはない。電話で会話を交わすのは年に5－6回程度で、内容の多くは体調についてである。珍しく出版界の話題に触れることもあったが、さらに紙の本が売れなくなっている現状から、自分たちモノ書きもここまでかというような結論であり、どんな話題でも最後は日暮れ時のように薄暗い。その他の、例えば兄や甥の正助との日常生活に関しては、他人の口を介して聞く程度である、と発言している。

## 主な作品
漫画
- 自殺しに來た男（1958年11月、街24、デビュー作品）柘植忠男 名義
- 幸福なる一家（1959年9月、迷路11）
- まりあへのねがい（1961年3月、こだま25）
- ナオミの願い（1960年？、愛の旅路）
- クータンものがたり（1964年11月、ゆめ59:執筆は1960年）
- 土砂降り（19？？年？月、暴力地帯）
- 雪の母
- 近藤勇の立場
- ボタ山
- むし　(1968年5月、白い液体)

- 丘の上でヴィンセント・ファン・ゴッホは（1968年12月、ガロ）
- 懐かしのメロディ（1969年1月、ガロ）
- 青岸良吉の敗走（1969年3月、ガロ）
- 昭和御詠歌（1969年4月、ガロ）
- 捜索（1969年5月、ガロ）
- きなこ屋のばあさん（1969年6月、ガロ）
- 雨季（1969年8,10,12月、ガロ）
- 河童の居る川（1969年9月、ガロ）
- 二人三脚（1970年1月、ガロ）
- 或る風景　(1970年2月、ガロ)
- どぶ街（1970年3,6,7月、ガロ）
- 旅の終りに (1971年4月25日、ヤングコミック)
- 無頼の街（1971年6～8月、ガロ）
- 屑の市（1972年4月、夜行）
- アスファルト舗装（1972年8月、ガロ）
- 遠い夏の風景（1972年10月、夜行）
- 潮騒（1973年4月、夜行）
- 無頼漢サブ（1974年4月、夜行）
- 無頼平野（1975年10月、1976年1月、ガロ）
- 狼の伝説（1976年6月、夜行、1976年9月、ガロ）
- 与太郎犬（1978年6月、夜行）
- カラスかんざぶろう（1979年6月、夜行）
- 再会（1983年8月、近代麻雀）
- ささくれた風景（1984年6月、コミックばく）
- 粗悪な夫婦（1985年7月、夜行）
- けもの記（1987年3,6,9,12月、コミックばく）
- 舟に棲む（1996年8月～2000年5月、COMIC釣りつり）
- 昭和まぼろし 忘れがたきヤツたち（2017年12月～、COMIC MeDu）

作品集
- どぶ街（1977年、跋折羅社）
- 無頼の街（1978年、跋折羅社）
- 雨季（1978年、1985年、北冬書房）
- きなこ屋のばあさん（1985年、晶文社）
- ささくれた風景（1985年、日本文芸社）
- つげ忠男読本（1988年、北冬書房）
- 無頼平野（つげ忠男漫画傑作集）（1994年、ワイズ出版）
- 河童の居る川（つげ忠男漫画傑作集2）（1995年、ワイズ出版）
- けもの記（つげ忠男漫画傑作集3）（1996年、ワイズ出版）
- 狼の伝説（つげ忠男選集1）（1994年、北冬書房）
- 昭和御詠歌（つげ忠男選集2）（1995年、北冬書房）
- 屑の市（つげ忠男選集3）（1999年、北冬書房）
- つげ忠男劇場（1998年、ワイズ出版）
- 舟に棲む 全2巻（2000年、ワイズ出版）
- つげ忠男のリアルワールド－フランスにて翻訳出版予定。
- つげ忠男のシュールレアリズム（2005年6月、ワイズ出版[4]）ISBN 4-89830-182-7
- 釣り愉し、弁当旨し（2010年、ワイズ出版）
- 成り行き（2015年10月13日、ワイズ出版[4]）ISBN 978-4-89830-294-1
- 昭和まぼろし 忘れがたきヤツたち 1（2020年6月30日、ジーオーティー）
- つげ忠男コレクション ――吉田類と読む（2021年11月20日、ちくま文庫）
- 昭和まぼろし 忘れがたきヤツたち 2（2024年10月31日、ジーオーティー）

対談集
- 対話録 夢の4倍（1994年）－原マスミとの対話。

## 映画化

### 『無頼平野』
1995年5月29日公開。

#### 原作
『無頼平野』、『狼の伝説』、『粗悪な夫婦』。

#### 監督
石井輝男

#### 出演
加勢大周、岡田奈々、佐野史郎、金山一彦、吉田輝雄、南原宏治、長谷川待子、麻生真宮子、水木薫、五島悦子、石川真希、田村翔子、砂塚秀夫、由利徹、横山あきお、大槻ケンヂほか。

### 『なりゆきな魂、』

#### 概要とあらすじ
2017年1月28日初公開。沼に釣りに出掛けた際に偶然男女間の争いに巻き込まれ衝動的殺人を犯してしまう老人の姿を描いた『成り行き』をはじめ、美しい夜桜の下の花見での偶然の出会いから殺し合いの修羅場にまで発展する男女の惨状を見つめる初老男性が主人公の『夜桜修羅』、つげの代表作である『懐かしのメロディ』では終戦後の混乱期に無頼に生きるサブの姿が描かれる。『つげ忠男のシュールレアリズム』（ワイズ出版刊）からは、行き場をなくした老人の彷徨をテーマにした『音』、さらにつげの長年のファンであった監督自らのオリジナルであるバス事故に運命を翻弄される被害者遺族らの顛末を描いた物語が加えられ、全体を一つの壮大な物語に仕立て上げた作品。

#### 原作
『成り行き』（書き下ろし ワイズ出版刊）、『夜桜修羅』（書き下ろし ワイズ出版刊）、『懐かしのメロディ』、『音』。

#### 監督
瀬々敬久

#### 出演
佐野史郎、足立正生、柄本明、山田真歩、三浦誠己、町田マリー、栁俊太郎、中田絢千、川瀬陽太、吉岡睦雄、後藤剛範、飯田芳、國元なつき、坂上嘉世、管勇毅、増田健一、蟹瀬令奈、葵來沙、安野恭太、小田哲也ほか。

## 研究本
- つげ忠男読本 北冬書房, 1988

## 関連人物
- つげ正助 - 甥（つげ義春の息子）
- 藤原マキ